# Heiny Widmer
Heiny Widmer, Taufname Heinrich Waldemar Widmer (* 13. Januar 1927 in Wettingen; † 10. April 1984 in Aarau) war ein Schweizer Maler, Glasmaler, Lithograf, Kunsthistoriker, Lehrer, Autor und von 1970 bis 1983 Museumsleiter und Kurator des Aargauer Kunsthauses.

## Leben und Werk
Heiny Widmer war ein Sohn des Lehrers Heinrich Widmer und der Fanny, geborene Matter. Er wuchs mit seinen drei älteren Geschwistern in Wettingen auf. Am Lehrerseminar Wettingen liess er sich zum Lehrer ausbilden. 1947 erwarb er das Lehrerpatent. Anschliessend studierte er an der Universität Zürich Kunstgeschichte.
Ab 1950 machte sich Widmer in Paris mit dem Kubismus vertraut und besuchte an der Académie de la Grande Chaumière den Malkurs von Fernand Léger und André Lhote, der seinen Malstil nachhaltig beeinflusste.
Wieder in der Schweiz unterrichtete Widmer 1950/1951 als Primarlehrer in Oberentfelden. Später unterrichtete er als Bezirksschullehrer in Kölliken, Reitnau, Brittnau, Menziken, Gränichen und Schöftland. 1957 lernte er die Köchin Hedwig genannt Hedda, geborene Hadorn (* 19. April 1932; † 25. Februar 2014) kennen. Sie war die Tochter des Wirteehepaars Fritz und Lina, welches das Restaurant «Hadorn» in Kölliken führte.
Das Paar heiratete 1958 und zog nach Zofingen, wo Heiny Widmer als Zeichenlehrer an der Bezirksschule unterrichtete. Im gleichen Jahr nahm er an einem von Erwin Rehmann geleiteten Lehrerfortbildungskurs für künstlerisches Gestalten teil. Widmer war zudem Mitglied der Regionalplanungsgruppe Wiggertal und Mitinitiant des Zofinger Altstadtfestes. Ab 1962 unterrichtete er als Zeichenlehrer an der Kantonsschule Aarau.
1964, 1965 und 1966 erhielt Widmer ein Eidgenössisches Kunststipendium. 1965 folgte ein längerer Aufenthalt in der Provence, wo zahlreiche seiner Landschaftsbilder entstanden. Später schuf er Betonglasfenster für die reformierte Kirche in Muhen und für das Rathaus Wettingen.
1972 bezog er mit seiner Frau und den gemeinsamen zwei Kindern ein eigenes Haus in Kölliken. Das Atelier richtete sich Widmer in einem ehemaligen Ausstellungspavillon ein, der 1958 während der Schweizerischen Ausstellung für Frauenarbeit auf der Landiwiese in Wollishofen gestanden hatte. Im gleichen Jahr stellte Erwin Rehmann Skulpturen in Widmers Haus aus. Zahlreiche weitere öffentliche «Kunstführungen» im Haus folgten.
Der Bildhauer und Mitglied in der Kulturkommission Peter Hächler setzte sich dafür ein, dass Widmer der Nachfolger von Guido Fischer im Aargauer Kunsthaus wurde. Nach seinem Amtsantritt besuchte Widmer den Maler Wilhelm Schmid an seinem Wohnort in Brè. Sie vereinbarten, dass Widmer ein Werkverzeichnis erstellen sowie Schmids Nachlass regeln solle. Eine Woche nach dem Besuch starb Schmid und der Nachlass ging an die Stadt Lugano.
Widmer war ein eigenwillig-schöpferischer Mensch und so verachtete er Ideologien und Axiome. Er verfügte über ein unorthodoxes Kunstverständnis und glaubte nach eigenem Bekunden «an die Öffnung gegen die Tiefe der Natur und damit der Kunst, die letztlich ja aus der Ahnung, aus dem nicht zu formulierenden Gespräch mit dem Grund aller Dinge stammt.» So fand Widmer Zugang zu eigenbrötlerischen Art brut -Kunstschaffenden wie Louis Soutter, Adolf Wölfli und Walter Arnold Steffen (1924–1982).  Auch prophezeite er eine «von der Art brut ausgehende Erneuerung der Kunst». 1973 zeigte Emma Kunz zum ersten Mal ihre Werke in der Öffentlichkeit und Theodor Bally (1896–1975) stellte im Aargauer Kunsthaus aus.
Widmer leitete mit grossem Erfolg mit dem Aargauer Kunstverein bis zu seinem Tod die alljährlich stattfindenden Kunstreisen. Zudem hatte er einen Lehrauftrag an der ETH Zürich.
Nach seinem krankheitsbedingten Rücktritt zeigte Widmer in drei eigenen Ausstellungen seine Werke im Aargauer Kunsthaus. Zwei Tage nach seinem Tod wurde die erste grosse schweizerische Ausstellung von Walter Arnold Steffen im Aargauer Kunsthaus eröffnet.
Widmer baute die Kunsthaus-Sammlung von Schweizer Kunst konsequent aus. So schloss er manche Lücken und setzte mit einigen Positionen wie etwa der Art Brut neue Schwerpunkte. Zugleich realisierte er ein Ausstellungsprogramm, das weit über die Landesgrenzen hinausging.
Aus dem Nachlass des Künstlers ging 2018 eine Schenkung von elf Werken aus den verschiedenen Schaffensphasen in die Sammlung des Aargauer Kunsthauses ein.